# Almalevélaknázó sátorosmoly
A almalevélaknázó sátorosmoly (Phyllonorycter blancardella) a valódi lepkék (Glossata) közé sorolt keskeny szárnyú molyfélék (Gracillariidae) családjának egyik, Magyarországon is élő faja.

## Elterjedése, élőhelye
Palearktikus elterjedésű faj. Európa és Ázsia kontinentális területein honos; Japánba  valószínűleg úgy hurcolták be. A múlt század hatvanas éveiig lepkészeti ritkaság volt, akkor azonban Európa számos országában megnőtt egyedszáma és ezzel kártétele. Olaszország egyes részein már az ötvenes években kártevő volt, Magyarországon 1971 őszén, Szabolcs-Szatmár megye almásaiban jelent meg tömegesen, majd 1972-ben az ország nagy részén elszaporodott.

## Megjelenése
A lepke aranybarna szárnyát világos, ék alakú foltok díszítik. A szárny fesztávolsága 8–10 mm.

## Életmódja
Egy-egy évben a körülményektől függően kettő–öt nemzedéke kelhet ki. Nyugat-Európában és Lengyelországban általában két nemzedéke fejlődik, de kialakulhat harmadik is. Dél-Európában 3–4 nemzedéke van, Olaszországban általában öt. Magyarországon többnyire három nemzedéke van (esetleg négy). A lepkék áprilistól szeptemberig szinte folyamatosan rajzanak,
majd a bábok telelnek át. Aknáit, illetve hernyóit az egész tenyészidőszakban, tehát áprilistól
szeptemberig megtalálhatjuk.
A hernyó fő gazdanövénye az alma, de előfordul a körtén, a meggyen, a szilván, a naspolyán, a berkenyén, a galagonyán és a fanyarkán (Amelanchier) is. A hernyók sátoraknája először a levél fonákján tűnik fel. A levélfonák idővel összeráncolódik, majd a levél a színe felé kiöblösödik és mozaikszerű mintázatot vesz fel. A hernyó az aknában bábozódik be.
Hazánkban az almások egyik legtöbb kárt okozó molylepkéje: időnként egyes helyeken úgy
el tud szaporodni, hogy az ültetvény valamennyi levelét károsíthatja.